# Beiuș
Beiuş (njem.; Binsch, mađ.; Belényes) je grad u županiji Bihor u Rumunjskoj. Četvrti po veličini u županiji nakon Oradee, Salonta i Marghite.

## Zemljopis
Grad se nalazi u na rijeci Crișul Negru u blizini planina Apuseni, 62km od županijskog središta Oradee

## Stanovništvo
Prema popisu stanovništva iz 2002. godine grad je imao 10.996 stanovnika. Većinsko stanovništvo u Rumunji (89,56%), s mađarskom (8,45%) manjinom.

## Gradovi prijatelji
- Komló, Mađarska
- Békéscsaba, Mađarska

## Vanjske poveznice
- Službena stranica grada  Arhivirana inačica izvorne stranice od 11. kolovoza 2016. (Wayback Machine)

### Ostali projekti
|  | Zajednički poslužitelj ima još gradiva o temi Beiuș |